# Rodrigo Rojo
Rodrigo Rojo Piazze (Montevideo, 21 luglio 1989) è un ex calciatore uruguaiano, di ruolo difensore.

## Caratteristiche tecniche
È un terzino sinistro.